# Mont Dandji
Mont Dandji ist ein Berg im Nordwesten der Zentralafrikanischen Republik. Er ist Teil des Yadé-Massivs.

## Geographie
Der Berg ist einer der südlicheren Gipfel in dem Höhenzug (Massif de Kounsaï), der sich von Südwesten nach Nordosten zieht, und der im Norden auch die Grenze zu Kamerun und Tschad bildet. Zusammen mit dem Mont Patara (961 m) liegt er in einem Gebiet, das von dem nördlichen Teil des Gebirgszuges durch das Tal des Flusses Mbindao getrennt wird. Er erreicht eine Höhe von 1121 m und liegt in der Präfektur Lim-Pendé.